# Že videno
Že videno (srbohrvaško Već viđeno, tudi Deja Vu) je jugoslovanski psihološko-dramski film iz leta 1987, ki ga je režiral in zanj tudi napisal scenarij Goran Marković, v glavnih vlogah pa nastopajo Mustafa Nadarević, Anica Dobra, Milorad Mandić, Bogdan Diklić in Gordana Gadžić. Zgodba prikazuje glasbenega učitelja Mihaila (Nadarević), ki ima globoke travme zaradi dogodkov iz otroštva in tudi političnega zatiranja iz tistega časa. Zaljubi se v dekle Olgico (Dobra), toda ona ga po kratkem razmerju zavrne, kar pri njem obudi otroške travme in pripelje do tragedije. 
Film je bil premierno prikazan februarja 1987 v jugoslovanskih kinematografih in je naletel na dobre ocene kritikov. Na Puljskem filmskem festivalu je osvojil glavno nagrado velika zlata arena za najboljši jugoslovanski film, ob tem pa še nagrade za najboljšo režijo (Marković), masko (Halid Redžebašić), glavno igralko (Dobra) in stranskega igralca (Petar Božović). Bil je jugoslovanski kandidat za oskarja za najboljši mednarodni celovečerni film na 60. podelitvi, toda ni prišel v ožji izbor. Nominiran je bil za najboljši mednarodni fantazijski film na festivalu Fantasporto in osvojil glavno nagrado na Filmskem festivalu Ferskih otokov. Britanski filmski inštitut ga je uvrstil na seznam stotih najboljših evropskih grozljivk, vključen je tudi v knjigo Phila Hardyja o spregledanih grozljivkah Overlook Film Encyclopedia: Horror iz leta 1994.

## Vloge
- Mustafa Nadarević kot Mihailo
- Anica Dobra kot Olgica
- Milorad Mandić kot Zoran
- Petar Božović kot Stole
- Bogdan Diklić kot profesor esperanta
- Radmila Živković kot Stoletova soproga
- Goran Sultanović kot zdravnik
- Mihajlo Bata Paskaljević - Olgin oče
- Vladimir Jevtović kot Mihailov oče
- Gordana Gadžić kot Mihailova mati